# 鳥取市立久松小学校
鳥取市立久松小学校（とっとりしりつ きゅうしょうしょうがっこう）は、鳥取県鳥取市東町二丁目にある公立小学校。

## 概要
校舎は鳥取城堀端に位置し、周辺は官公庁街となっている。

## 沿革
- 1885年（明治18年）10月16日 - 鳥取高等科小学校を創立。
- 1887年（明治20年）4月11日 - 邑美・法美・岩井三郡高等小学校と改称。
- 1888年（明治21年）10月1日 - 邑美・法美・岩井・八上・八東・智頭六郡高等小学校と改称。
  - 10月16日 - 女子部を創設する。
- 1889年（明治22年）9月28日 - 因幡高等小学校と改称。
- 1893年（明治26年）3月31日 - 法改正により本校を閉校。
  - 4月1日 - 鳥取高等小学校を開設。
- 1897年（明治30年）3月31日 - 本校女子部を廃止、校舎に市立鳥取高等女学校を設置。
- 1899年（明治32年）4月11日 - 再び女子部を設置。
- 1901年（明治34年）4月18日 - 鳥取女子高等小学校を分離設置。
- 1915年（大正4年）4月15日 - 久松尋常高等小学校を設置。
- 1923年（大正12年）5月23日 - 富桑村併合の結果、富桑校高等科児童45名を収容する。
- 1941年（昭和16年）4月1日 - 国民学校令により久松国民学校と改称。
- 1943年（昭和18年）9月10日 - 大地震により職員1名、児童14名死亡する。
- 1947年（昭和22年）4月1日 - 学制改革により鳥取市立久松小学校と改称。
- 1952年（昭和27年）4月17日 - 鳥取大火により罹災者学校に避難する。
- 1971年（昭和46年）1月30日 - 鉄筋校舎竣工落成式。
- 1982年（昭和57年）4月1日 - 修立小学校の移転に伴い現在の通学区域に変更。

## 通学区域
- 上町、江崎町、大榎町、栗谷町、大工町頭、中町（二区）、西町一丁目、西町二丁目、西町三丁目、馬場町、東町一丁目、東町二丁目、東町三丁目、庖丁人町、丸山町（鳥取県道318号伏野覚寺線以南）、湯所町一丁目、湯所町二丁目

## 進学先中学校
- 鳥取市立北中学校

## 交通アクセス
- JR山陰本線 鳥取駅より
- 鳥取駅バスターミナル：日交バス・日ノ丸バスくる梨緑コース（路線番号：03）「裁判所前」または「仁風閣・県立博物館」バス停下車。

## 校区内の主な施設
官公庁
- 鳥取地方裁判所（隣接）
- 鳥取地方法務局（向かいに隣接）
- 鳥取県庁、 鳥取県警察本部

学校
- 鳥取敬愛高等学校、 鳥取県立鳥取西高等学校

博物館
- 鳥取県立博物館、 鳥取市歴史博物館

旧跡
- 久松山、 仁風閣、 鳥取城址

公園
- 久松公園、 樗谿公園

## 著名な関係者
1947年の学制改革までは鳥取市内の高等小学校を久松校に集約していた関係上、進学前尋常科と双方で出身校と名乗っている場合があり、判明する範囲で両校記載する。
出身者
- 田村虎蔵（作曲家） - 蒲生小より進学、教員としても赴任
- 中谷龜治（政治家）
- 下田勘次（政治家）
- 岡野貞一（作曲家） - 吉方小（現・修立小）より進学
- 西尾寿造（軍人・陸軍大将） - 修立小より進学
- 澤田節蔵（外交官） - 浦富小より進学
- 由谷義治（政治家） - 遷喬小より進学
- 山本リエ（イメージアップコンサルタント、第一印象評論家、フリーアナウンサー、講師）

教職員
- 遠藤董（教育者） - 元校長